# Позином
Позином это расширение понятия полином как суммы мономов с помощью расширения понятия моном. Из свойств таких обобщённых мономов следует ограничение области определения функции, задаваемой позиномом, на строго положительные значения.

## Определение
Позином — обобщённый полином вида
{\displaystyle g(x)=\sum \limits _{i=1}^{n}u_{i}(x)=\sum \limits _{i=1}^{n}c_{i}\prod \limits _{j=1}^{m}{x_{j}}^{a_{ij}},\quad x_{j}>0,\ c_{i}>0,\ a_{ij}\in \mathbb {R} .} ,
где {\displaystyle u_{i}(x),\ i={\overline {1,n}}} — мономы.

## Пример
{\displaystyle g(x)=0.25x^{4}+x^{-1.5}+2x^{9}.}

## Свойства
- если {\displaystyle g(x)} — позином, {\displaystyle \lambda >0} — константа, то {\displaystyle \lambda g(x)} — позином,
- если {\displaystyle f(x),g(x)} — позиномы, то {\displaystyle f(x)+g(x)} — тоже позином,
- если {\displaystyle f(x),g(x)} — позиномы, то {\displaystyle f(x)g(x)} — тоже позином.

Таким образом, множество позиномов является, как и множество полиномов, кольцом.
Поскольку мономы - частный случай позиномов, множество позиномов является, также, алгеброй над кольцом полиномов.
- если {\displaystyle g(x)} — позином, {\displaystyle u(x)} — моном, то {\displaystyle g(x)/u(x)} - позином,
- если {\displaystyle g(x)} — позином, то {\displaystyle {g(x)}^{k}\ (k>0,} целое{\displaystyle )} — позином.

## Приложения
Позиномы являются базовым понятием в геометрическом программировании. С помощью позиномов описываются и решаются задачи из широкого круга математических проблем, в частности к нему относятся: оптимальное планирование, оптимальное управление, экономические задачи и расчёт рисков, кодирование и др.